# Хайнд, Крисси
Кри́сси Хайнд (англ. Chrissie Hynde, имя при рождении Кристин Эллен Хайнд англ. Christine Ellen Hynde; род. 7 сентября 1951[…], Акрон, Огайо) — американская певица, композитор, автор песен и гитаристка, получившая наибольшую известность как вокалистка рок-группы The Pretenders. Является единственным постоянным членом этого ансамбля на протяжении всей его истории. Крисси Хайнд характеризуют как редкого в истории музыки успешного женского лидера музыкального коллектива. По мнению критиков, она определила новый стиль в панк-роке и музыке «новой волны» 1980-х годов, оказав значительное влияние на музыкальную сцену.
В 1983 году Хайнд родила дочь от Рэя Дэвиса из группы The Kinks. От брака с Джимом Керром, вокалистом Simple Minds, у Крисси тоже есть дочь. В 1997 году певица вышла замуж за художника и скульптора колумбийского происхождения Лучо Бриэва. Семейный союз распался в 2002 году.
Крисси Хайнд является известной активисткой по борьбе за права животных и убеждённой вегетарианкой. В ноябре 2007 года она открыла собственный вегетарианский ресторан «The VegiTerranean». Однако, он был закрыт в октябре 2011 года из-за «неблагоприятного экономического климата».
В качестве приглашённой звезды Крисси Хайнд появилась в 6-м эпизоде 2-го сезона сериала «Друзья». Она сыграла профессиональную гитаристку Стефани Шиффер, которая была приглашена на замену Фиби, чьи песни не выносил хозяин Центральной кофейни.

## Дискография
The Pretenders
- Pretenders (1980)
- Pretenders II (1981)
- Learning to Crawl (1983)
- Get Close (1986)
- Packed! (1990)
- Last of the Independents (1994)
- Viva el Amor (1999)
- Loose Screw (2002)
- Break Up the Concrete (2008)
- Alone (2016)
- Hate for Sale (2020)

JP, Chrissie and the Fairground Boys
- Fidelity! (2010)

сольно
- Stockholm (2014)
- Valve Bone Woe (2019)